# Урочище «Вивірки»
Урочище «Вивірки» — ботанічний заказник місцевого значення в Україні. Заказник розташований на території Тернопільського району Тернопільської області, с. Завалів, Завалівське лісництво, кв. 8 в. 7, лісове урочище «Вивірки».
Площа — 8,0 га, створений у 1990 році.